# 湖北省政府 (中華民國)
湖北省政府是中華民國南京國民政府在湖北省的最高地方行政機關。自民國16年（1927年）4月11日武漢國民政府改組湖北政務委員會為湖北省政府開始，到民國38年（1949年）11月中國人民解放軍進入恩施為止，前後歷時23年。

## 歷史沿革
民國16年（1927年）1月，中國國民黨中央執行委員會和國民政府始遷武漢後，即以湖北政務委員會為基礎籌組湖北省政府。1月10日，第53次中國國民黨中央政治會議通過「湖北省政府組織案」，由鄧演達等5人組建湖北省政府。3月25日國民政府正式任命徐謙、孫科、鄧演達、董必武等11人為湖北省政府委員，4月11日湖北省政府在武昌成立。
4月12日，國民政府軍事委員會委員長蔣中正發動四一二事件，對中國共產黨黨員及工會領袖進行拘捕及屠殺；並於7月20日改組湖北省政府，解除省政府委員中董必武、惲代英等中共黨員的職務。不久寧漢分裂，南京國府派遺西征軍攻入武漢；隨即在漢口成立湘鄂臨時政務委員會，負責處理湖北、湖南2省的民政、財政、外交、交通等事務。12月19日重組湖北省政府。以後，歷屆湖北省政府委員都由中國國民黨人士擔任。湖北省政府委員歷經19次較大的改組。

## 構成
湖北省政府委員會設委員9至13人，均為簡任，其中主席1人。民國20年（1931年）前由國民政府直接任命，之後由行政院會議議決、提請國民政府任命。
第一屆湖北省政府依據國民政府頒布的《省政府組織法》，實行合議制。民國16年（1927年）12月國民政府改組湖北省政府，改為合議制與獨任制（首長制）相結合的體制。民國17年（1928年）4月，湖北省政府委員會主席改稱湖北省政府主席，該體制一直沿續到民國38年（1949年）。

### 1927年至1937年
民國16年（1927年）4月湖北省政府成立後，保留秘書處，在原湖北政務委員會各科基礎上調整擴充為民政、財政、教育、建設、司法、農工6廳；7月1日增設軍事廳。12月19日省政府改組後，裁撤司法、農工、軍事3廳。民國18年（1929年）劃出原建設廳主辦的農礦、水利事務，設置農礦廳、水利局（該2機構分別於1930年和1932年裁撤）。民國19年（1930年）設置保安處。
是時，各廳處與省政府形成兩級，如：民、財、教、建4廳直隸省政府，分別受國民政府內政、財政、教育3部及建設委員會的指揮監督；保安處隸屬務鄂皖三省剿匪總部，受省政府的指揮監督。各廳處之間自成系統，並肩而立，各有獨立組織系統與預算，與國民政府各部、會直接行文，實際成了中央各部、會的直屬機關。為了打破這個局面，民國23年（1934年）湖北省政府主席張群向中央建議各廳處併入省政府公署辦公，為委員長蔣中正所採納。7月1日，南昌行營頒布《省政府合署辦公大綱》，通令湖北、河南、江西等5省實施。8月12日，湖北省政府依據《大綱》，頒布《湖北省政府合署辦公施行規則》，於9月1日正式合署辦公。民國25年（1936年）設置保安經費總經理處及地政局。抗戰爆發前，湖北省政府設有4廳（民政、財政、建設、教育）1局（地政）3處（秘書、保安、保安經費）共8個機構。

### 1937年至1945年
民國26年（1937年）抗戰爆發後，國民政府各部門相繼於11月遷入武漢，蔣中正除調集大軍固守武漢，並嚴令凡與抗戰無關的機關及人員一律西遷。民國27年（1938年）7月14日，湖北省政府陳誠密令各廳、處派員赴宜昌籌設辦公地點。同月省政府委員會第303次會議決定，由秘書處負責，除教育廳仍留武漢外，各廳、處自8月1日起開始遷往宜昌；10月25日，省政府留漢人員奉命撤退宜昌。此時，準備入川的中央機關人員及難民、傷兵及學生都集中在宜昌。為了避免敵機空襲，經省政府委員會第306次會議決定，10月30日起移駐恩施。民國29年（1940年）9月，湖北省主席陳誠提出調整機地方行政事務的管理。此時省政府構機有民、財、建、教4廳，秘書、衛生、合作事業、驛運管理、會計、人事6處及糧政局。民國32年（1943年）1月省政府委員會第438、439次會議決定，為解決經濟危機，以統一事權、提高行政效率為目地，對省縣駢枝機構分別進行裁併。2月15日省級機關調整為民政、財政、建設、教育4廳，秘書、社會、會計、警務4處。民國33年（1944年）裁撤警務處，人事、衛生2處恢復為省直屬機關。抗戰結束時，湖北省政府設有4廳（民政、財政、建設、教育）5處（秘書、會計、衛生、人事、社會）共9個機構。

### 1945年至1949年
抗戰結束後，省政府各廳處於民國34年（1945年）9月陸續遷回武漢，為了便利各機關的聯絡，在漢口設置省政府主席辦公室（不久撤銷）。民國35年（1946年）恢復地政局，增設新聞處，原財政廳田賦糧食管理處直隸省政府。民國36年（1947年）增設警保、統計2處；11月11日，省政府各廳、處由合署辦公改為聯合辦公。民國38年（1949年）2月恢復警務處。為因應國共內戰局勢，3月2日，省政府委員會第707次會議決定，裁併行政機構。通過「簡化機構實行方案」，裁撤省政府的人事、社會、衛生、統計、新聞、警務6處，只保留4廳（（民政、財政、建設、教育）3處（秘書、會計、田賦糧食）1局（地政）共8個機構。4月20日，各戰位行政長官忙於撤逃之事，經常不到省府公署內辦公。為了處理公文，省政府決定成立各廳、處、局聯精通各項業務的主管人員2～5人參加，辦理臨時的重要政務、臨時緊急應變事項、配合軍事行政事項。規定各機構主管原則上應到辦公廳辦公。4月28日，因解放軍逼進武漢，省政府發布訓令，各廳、處、局遷往恩施，並成立湖北省政府疏運指揮部。11月中共解放軍進入恩施，湖北省政府人員紛紛逃至四川萬縣，同月中華民國國防部命令，撤銷所有湖北省軍政名義的機構。在湖北省政府第二次遷往恩施前，設有4廳（民政、財政、建設、教育）1局（地政）9處（秘書、會計、人事、衛生、社會、警務、田糧、新聞、統計）共14個機構。

## 省政府駐地
湖北省政府成立後，以武昌市為省會。抗戰爆發後，民國27年（1938年）8月1日移駐宜昌縣，10月30日移駐恩施縣。民國34年（1945年）9月遷回武昌市。民國38年（1949年）又遷駐恩施縣。

## 歷任湖北省政府主席
- 張知本 (1927年12月 - 1929年5月）
- 何成濬（1929年5月 - 1932年3月，1930年2月前由方本仁代理）
- 夏斗寅 (1932年3月 - 1933年7月）
- 張群 (1933年7月 - 1935年12月）
- 楊永泰 (1935年12月 - 1936年10月）
- 黃紹竑（1936年12月 - 1937年11月，1937年10月起由何成濬代理）
- 何成濬（1937年10月 - 1938年6月，1937年11月前為代理）
- 陳誠 (1938年6月 - 1944年7月，1939年2月 - 1940年8月由嚴立三代理，1943年起由朱懷冰代理）
- 王東原 (1944年7月—1946年4月）
- 萬耀煌 (1946年4月 - 1948年4月）
- 張篤倫 (1948年4月 - 1949年2月）
- 朱鼎卿 (1949年2月 - 1949年11月）